# مرا دریاب
«مرا دریاب» یا «تِیک آن می» (به انگلیسی: Take On Me) ترانه‌ای از گروه موسیقی سینث‌پاپ آ-ها است که سال ۱۹۸۴ میلادی منتشر شد.
این تک‌آهنگ در چارت‌های، اسکاتلند، اتریش، فلاندرز، سوئیس، نروژ در رتبه اول و در چارت‌های دانمارک، سوئد، فرانسه، نیوزلند، جزو ده ترانه اول قرار گرفت.